# Schlotheimia regnellii
Schlotheimia regnellii là một loài rêu trong họ Orthotrichaceae. Loài này được Ångström mô tả khoa học đầu tiên năm 1876.